# Union sociale-démocrate des travailleurs et des petits agriculteurs
L'Union sociale-démocrate des travailleurs et des petits agriculteurs (finnois : Työväen ja Pienviljelijäin Sosialidemokraattinen Liitto, sigle TPSL) est un parti fondé par un groupe d'opposition qui s'est séparé du Parti social-démocrate de Finlande (SDP) et a existé de 1959 à 1973,.

## Présentation
Représentant la social-démocratie de gauche, le TPSL était politiquement classée entre le Parti social-démocrate de Finlande (SDP) et la Ligue démocratique du peuple finlandais (SKDL). 
Comme le montrent ses résultats électoraux, le soutien électoral du parti est resté relativement faible, dans l'ombre des grands partis de gauche. 
Le TPSL a participé aux gouvernements Karjalainen I, Paasio I et Koivisto I,,
Après la dissolution du TPSL en 1959, son aile minoritaire de gauche fonde le Parti socialiste des travailleurs et une majorité de ses membres rejoignent le Parti social-démocrate de Finlande (SDP).

## Organisation
| Présidents      |           |
| Emil Skog       | 1959–1963 |
| Aarre Simonen   | 1964–1970 |
| Uuno Nokelainen | 1970–1973 |
| Secrétaires     |           |
| Olli J. Uoti    | 1959–1962 |
| Vilho Turunen   | 1962      |
| Heikki Törmä    | 1963–1964 |
| Torsti Toivonen | 1964–1969 |
| Olavi Saarinen  | 1970–1972 |
| Eero Santala    | 1972–1973 |

## Résultats électoraux
| Année | Députés | Voix    | Voix  |
| ----- | ------- | ------- | ----- |
| 1958  | 3       | 33 947  | 1,75% |
| 1962  | 2       | 100 396 | 4,36% |
| 1966  | 7       | 61 274  | 2,59% |
| 1970  | 0       | 35 453  | 1,40% |
| 1972  | 0       | 25 527  | 0,99% |

| Année | Élus | Voix   | Voix  |
| ----- | ---- | ------ | ----- |
| 1960  | 263  | 66 667 | 3,40% |
| 1964  | 313  | 63 348 | 2,95% |
| 1968  | 137  | 40 203 | 1,78% |
| 1972  | 30   | 13 601 | 0,54% |

| Année | Électeurs | Voix   | Voix  | Candidat      |
| ----- | --------- | ------ | ----- | ------------- |
| 1962  | 2         | 66 166 | 3,0%  | Emil Skog     |
| 1968  | 6         | 46 833 | 2,30% | Urho Kekkonen |